# The Summer Kiss Tour
Il The Summer Kiss Tour è il primo tour della cantante canadese Carly Rae Jepsen che promuove il secondo album in studio della cantante Kiss (primo mondialmente).

## Scaletta
- This Kiss
- I Know You Have a Girlfriend
- Good Time
- Tiny Little Bows
- Sweetie
- Take A Picture
- Curiosity
- Tug Of War
- More Than a Memory
- Turn Me Up
- Hurt So Good
- Guitar Atring/Wedding Ring
- Your Heart is a Muscle
- Call Me Maybe

Encore:
- Tonight I'm Getting Over You
- Beautiful

## Date
| Data              | Città            | Paese       | Luogo                                                     |
| Asia              | Asia             | Asia        | Asia                                                      |
| ----------------- | ---------------- | ----------- | --------------------------------------------------------- |
| 27 maggio 2013    | Giacarta         | Indonesia   | Tennis Indoor Senayan                                     |
| Nord America      |                  |             |                                                           |
| 8 giugno 2013     | Portsmouth       | Stati Uniti | nTelos Wireless Pavilion                                  |
| 9 giugno 2013     | Portland         | Stati Uniti | Portland Rose Festival                                    |
| 16 giugno 2013    | Rochester Hills  | Stati Uniti | Meadow Brook Music Festival                               |
| 4 luglio 2013     | Provo            | Stati Uniti | LaVell Edwards Stadium                                    |
| 14 luglio 2013    | Saint Petersburg | Stati Uniti | Tropicana Field                                           |
| 27 luglio 2013    | Boise            | Stati Uniti | Boise Music Festival                                      |
| 31 luglio 2013    | Columbus         | Stati Uniti | Ohio State Fair                                           |
| 2 agosto 2013     | Bethlehem        | Stati Uniti | Bethlehem Music Fest                                      |
| Asia              |                  |             |                                                           |
| 7 agosto 2013     | Quezon City      | Filippine   | Smart Araneta Coliseum                                    |
| 10 agosto 2013    | Osaka            | Giappone    | Summer Sonic Festival                                     |
| 11 agosto 2013    | Chiba            | Giappone    | Summer Sonic Festival                                     |
| Nord America      |                  |             |                                                           |
| 16 agosto 2013    | Louisville       | Stati Uniti | Kentucky State Fair                                       |
| 17 agosto 2013    | Des Moines       | Stati Uniti | Iowa State Fair                                           |
| 18 agosto 2013    | Apple Valley     | Stati Uniti | Minnesota Zoo Amphitheater                                |
| 20 agosto 2013    | Milwaukee        | Stati Uniti | Riverside Theatre                                         |
| 24 agosto 2013    | Syracuse         | Stati Uniti | New York State Fair                                       |
| 25 agosto 2013    | Timonium         | Stati Uniti | Maryland State Fair                                       |
| 28 agosto 2013    | Vienna           | Stati Uniti | Filene Center at Wolf Trap                                |
| 30 agosto 2013    | Indianapolis     | Stati Uniti | Farm Bureau Insurance Lawn at White River State Park      |
| 12 settembre 2013 | Phoenix          | Stati Uniti | Comerica Theatre                                          |
| 13 settembre 2013 | San Diego        | Stati Uniti | Humphrey's Concerts by the Bay                            |
| 14 settembre 2013 | Las Vegas        | Stati Uniti | Pearl Concert Theater                                     |
| 15 settembre 2013 | Los Angeles      | Stati Uniti | Greek Theatre                                             |
| 17 settembre 2013 | Saratoga         | Stati Uniti | The Mountain Winery                                       |
| 18 settembre 2013 | Davis            | Stati Uniti | Robert and Margrit Mondavi Center for the Performing Arts |
| 20 settembre 2013 | Puyallup         | Stati Uniti | Washington State Fair                                     |
| 12 ottobre 2013   | Simcoe           | Canada      | Norfolk County Fair                                       |